# هیولاهای کراکوف
هیولاهای کراکوف (لهستانی: Krakowskie potwory) یک مجموعۀ تلویزیونی درام فرا طبیعی و معمایی لهستانی است که در سال ۲۰۲۲ منتشر شد و بر اساس افسانه‌های اسلاوی ساخته شده‌است. از بازیگران این سریال می‌توان به آندژی خیرا، مائوگوشا بلا و ماریا سورین اشاره کرد.

## خلاصه داستان
یک زن جوان با گذشته‌ای نامعلوم در شهر کراکوف به گروهی از دانشجویان پزشکی به سرپرستی یک استاد مرموز می‌پیوندد که اسرار ماوراء طبیعی را حل می‌کنند.